# Rupejki
Rupejki (biał. Рупейкі; ros. Рупейки) – agromiasteczko na Białorusi, w obwodzie grodzieńskim, w rejonie wołkowyskim, w sielsowiecie Wołkowysk.
Dawniej wieś i uroczysko. W dwudziestoleciu międzywojennym leżały w Polsce, w województwie białostockim, w powiecie wołkowyskim, w gminie Biskupice.